# Artëm Maksimenko
Artëm Sergeevič Maksimenko (in russo Артём Сергеевич Максименко?; Togliatti, 27 maggio 1998) è un calciatore russo, attaccante del Rodina Mosca.

## Caratteristiche tecniche
È un'ala destra.

## Carriera

### Club
Cresciuto nei settori giovanili di Dinamo Mosca, Rostov ed Arsenal Tula, inizia la propria carriera professionistica nelle serie inferiori del calcio russo con Nižnij Novgorod e Veles Mosca in seconda divisione e Zenit-2 in terza.
Nel gennaio del 2021 si trasferisce all'Ural dove debutta in Prem'er-Liga giocando il match pareggiato 2-2 contro il Krasnodar.

### Nazionale
Ha giocato nella nazionale russa Under-16.

## Statistiche
Statistiche aggiornate al 28 febbraio 2021.

### Presenze e reti nei club
| Stagione        | Squadra         | Campionato      | Campionato | Campionato | Coppe nazionali | Coppe nazionali | Coppe nazionali | Coppe continentali | Coppe continentali | Coppe continentali | Altre coppe | Altre coppe | Altre coppe | Totale | Totale | Totale |
| Stagione        | Squadra         | Comp            | Pres       | Reti       | Comp            | Pres            | Reti            | Comp               | Pres               | Reti               | Comp        | Pres        | Reti        | Pres   | Reti   |        |
| --------------- | --------------- | --------------- | ---------- | ---------- | --------------- | --------------- | --------------- | ------------------ | ------------------ | ------------------ | ----------- | ----------- | ----------- | ------ | ------ | ------ |
| lug. 2019       | Nižnij Novgorod | 1D              | 3          | 0          | CR              | 0               | 0               |                    | -                  | -                  |             | -           | -           | 3      | 0      |        |
| 2019-gen. 2020  | Zenit-2         | 2D              | 12         | 2          |                 | -               | -               |                    | -                  | -                  |             | -           | -           | 12     | 2      |        |
| gen.-giu. 2020  | Nižnij Novgorod | 1D              | 1          | 0          | CR              | 0               | 0               |                    | -                  | -                  |             | -           | -           | 1      | 0      |        |
| 2020-gen. 2021  | Veles Mosca     | 1D              | 25         | 9          | CR              | 3               | 1               |                    | -                  | -                  |             | -           | -           | 28     | 10     |        |
| gen.-giu. 2021  | Ural-2          | 2D              | 2          | 0          |                 | -               | -               |                    | -                  | -                  |             | -           | -           | 2      | 0      |        |
| gen.-giu. 2021  | Ural            | PL              | 3          | 0          | CR              | 1               | 0               |                    | -                  | -                  |             | -           | -           | 4      | 0      |        |
| 2021-2022       | Ural            | PL              | 4          | 0          | CR              | 0               | 0               |                    | -                  | -                  |             | -           | -           | 4      | 0      |        |
| Totale carriera | Totale carriera | Totale carriera | 49         | 11         |                 | 4               | 1               |                    | -                  | -                  |             | -           | -           | 53     | 12     |        |